# Monett
Monett è un comune degli Stati Uniti d'America, situato nello Stato del Missouri, diviso tra la contea di Barry e la contea di Lawrence.